# 植木日
植木日（うえきび、シンモギル）は、大韓民国の記念日の一つ。毎年4月5日。木を植えるように定めた日。

## 由来
日本統治時代には朝鮮総督府の初代総督である寺内正毅大将は着任時に荒れ果てた朝鮮の山河を見て「何としても朝鮮半島の自然に草木を甦らせたい」と述べて、半島の治山治水事業は10カ年計画の事業とされた。この治水事業によって、毎年起きる洪水は大幅に減少し、水田面積も1910年の84万7000町歩が、1927年頃には162万町歩に倍増した。
さらに、朝鮮の人たちに愛林思想を育成するために、1911年から農林局は毎年記念植樹を行い、30年間で5億9000万本の植林を果たした。神武天皇祭の4月3日が愛林日であった。

## 沿革
戦後は1946年に大韓民国政府によって制定され、1949年の『官公署の公休日に関する規定』によって祝日に定められた。
1960年、砂防の日を定めたために公休日から除外されたが、翌年に公休日と再指定された。
1973年、『各種記念日などに関する規定』によって記念日に指定された。
1990年に公休日から除外するという意見があったが、4月5日が寒食、清明などと重なる日ということもあって存続した。
しかし結局2006年から公休日から除外され、休日ではなくなった。

## 北朝鮮の状況
逆に北朝鮮では、戦後に住民らによって、再び手当たり次第に伐採や開墾などを進められたため、山林が禿山に戻っている。